# Bathysolea polli
Bathysolea polli is een straalvinnige vissensoort uit de familie van eigenlijke tongen (Soleidae). De wetenschappelijke naam van de soort is voor het eerst geldig gepubliceerd in 1950 door Paul Chabanaud. De naam verwijst naar de Belgische ichtyoloog Max Poll.